# Mall of Arabia (Dubai)
Die Mall of Arabia in Dubai, Vereinigte Arabische Emirate, ist ein geplantes Einkaufszentrum.
Der Baubeginn war ursprünglich für 2008, die Eröffnung für 2010 geplant. Die Eröffnung soll spätestens 2026 stattfinden. Nach seiner Fertigstellung soll es mit etwa 1400 Geschäften auf ca. 1,8 Millionen Quadratmetern Gesamtfläche (davon 930.000 Quadratmeter Verkaufsfläche) das größte Einkaufszentrum der Welt werden. Die Mall of Arabia liegt im Gebiet der geplanten, aber nicht umgesetzten Falcon City of Wonders, die wiederum zum Großprojekt DubaiLand gehört, dem nach bisherigen Planungen einmal weltgrößten Urban Entertainment Center.
Das entstehende Einkaufszentrum befindet sich an der Sheikh Mohammed bin Zayed Road und sollte auch an die (vorerst gestoppte) Blue Line der Metro Dubai angebunden werden.